# Andrzej Kondratiuk
Andrzej Lech Kondratiuk (n. 20 iulie 1936, Pinsk, Polonia – d. 22 iunie 2016, Varșovia, Polonia) a fost un regizor de film, scenarist, actor, operator de imagine și cineast polonez.

## Biografie și carieră
Este fiul Krystynei și al lui Arkadiusz Kondratiuk. S-a născut înainte de al doilea război mondial în Pinsk. Kondratiuk a absolvit Școala Națională de Film din Łódź în 1963.
Andrzej Kondratiuk a creat filme cu buget redus și, în scenarii, a folosit adesea crâmpeie din biografia sa. A folosit deseori actori și indivizi din împrejurimile sale imediate, inclusiv amatori. Unele dintre filmele sale au fost create în Gzowo lângă Pułtusk. În ultimii ani, o boală gravă l-a împiedicat să își desfășoare activitatea profesională.
Cu toate că unele dintre filmele sale, precum Wniebowzięci⁠(pl)[traduceți] și Hydrozagadka, sunt clasificate ca filme idol și au fost adesea premiate, nu au fost filme cu succes la box office. Multe dintre primele sale filmele sale au fost studii (etude) scurte, ca de exemplu scurtmetrajul Chciałbym się ogolić (Aș vrea să mă bărbieresc, 1966).
A primit mai multe premii la diferite festivaluri. În 1970 a primit premiul special la Festivalul Internațional de Film de la Karlovy Vary pentru filmul Dziura w ziemi (cu sensul de O gaură în pământ). În 1984 i s-a acordat premiul special al juriului la Festivalul de Film de la Gdynia pentru lungmetrajul dramatic Gwiezdny pył (Praf de stele). A primit același premiu (la Gdynia) în 1995 pentru regia filmului Wrzeciono czasu (Axa timpului). În 1999 a avut o nominalizare la Premiile Filmului Polonez pentru scenariul filmului Złote runo (Lână de Aur, care a fost regizat de fratele său Janusz Kondratiuk).
Președintele Poloniei, Andrzej Duda, i-a acordat postum Crucea de Ofițer a Ordinului Polonia Restituta pentru meritele sale în domeniul artei și al culturii.

## Viață privată
El a fost fratele mai mare al regizorului Janusz Kondratiuk.
Andrzej Kondratiuk a fost căsătorit, de la începutul anilor 1980 până la moartea sa în 2016, cu actrița Iga Cembrzyńska. Cei doi nu au avut copii.
La începutul noului mileniu, a fost diagnosticat cu cancer. În aprilie 2005 a suferit o hemoragie cerebrală. A murit la 22 iunie 2016, iar ceremonia funerară a avut loc în data de 29 iunie 2016 la Varșovia.

## Filmografie
- 1963 – Kobiela na plaży
- 1963 – Niezawodny sposób
- 1965 – Monolog trębacza
- 1966 – Chciałbym się ogolić
- 1966 – Klub profesora Tutki
- 1967 – Fluidy
- 1970 – Hydrozagadka
- 1970 – Dziura w ziemi
- 1972 – Skorpion, Panna i Łucznik
- 1972 – Dziewczyny do wzięcia
- 1973 – Wniebowzięci
- 1973 – Jak to się robi
- 1976 – Czy jest tu panna na wydaniu?
- 1979 – Pełnia
- 1982 – Gwiezdny pył
- 1984 – Cztery pory roku
- 1986 – Big Bang (film de comedie de maniere cu elemente SF)[19]
- 1990 – Mleczna droga
- 1991 – Ene... due... like... fake...
- 1993 – Wesoła noc smutnego biznesmena
- 1995 – Wrzeciono czasu
- 1997 – Słoneczny zegar
- 2000 – Pamiętnik filmowy Igi C.
- 2001 – Córa marnotrawna
- 2004 – Bar pod młynkiem
- 2007 – Pamiętnik Andrzeja Kondratiuka

Filmele Cztery pory roku (Patru anotimpuri, 1985), Wrzeciono czasu (Axa timpului, 1995) și Słoneczny zegar (Ceasul solar, 1997), toate regizate de Andrzej Kondratiuk, cu actrița Iga Cembrzyńska în distribuție, formează o trilogie (cu toate că regizorul a intenționat să realizeze și un al patrulea film). Tema principală a filmelor o reprezintă relațiile reciproce dintre Kondratiuk și soția sa, celebra actriță Iga Cembrzyńska. Aceștia sunt uniți nu numai prin căsătorie, dar și printr-o dragoste comună pentru artă.

### Scurtmetraje
Studii pentru Państwowa Wyższa Szkoła Filmowa, Telewizyjna i Teatralna im. Leona Schillera:
- 1958 - Juvenalia w Łodzi
- 1958 - Zakochany Pinokio
- 1959 - Dedykacja
- 1959 - Noe (scenariul M. Kijowskim)
- 1960 - Obrazki z podróży